# Koks i lasten

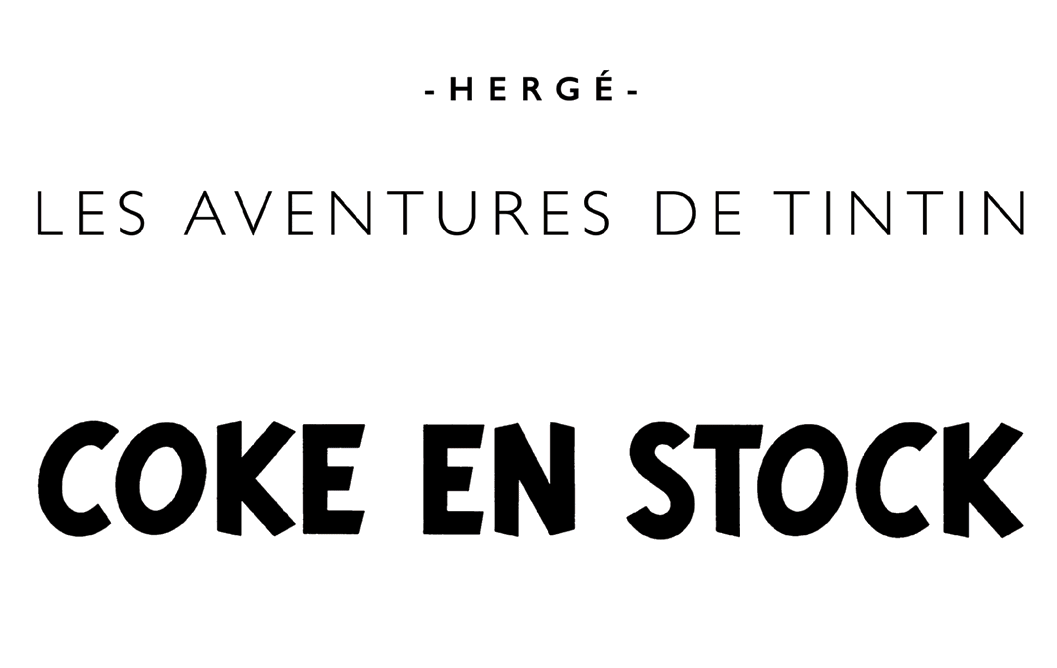

Koks i lasten, fransk originaltitel: Coke en stock, är det nittonde Tintinalbumet, skrivet och teckat av Hergé.
Koks i lasten publicerades första gången i album på franska 1958, efter att serierna ursprungligen följetongpublicerats 31 oktober 1956–1 januari 1958. Den första svenska översättningen gavs ut i album 1969, som Illustrationsförlagets Tintin-album nummer 13.

## Synopsis
Efter ett biobesök stöter Tintin och kapten Haddock på General Alcazar, men han verkar inte vilja ha med dem att göra, så han skyndar iväg. När de sen kommer hem har Moulinsart intagits av deras vän emirens son, den busige Abdallah, som sätter igång att vända upp och ner på slottet. Situationen är ohållbar men Abdallah kan inte återvända hem eftersom det råder inbördeskrig i hans hemland Khemed. Tintin och Haddock åker till Khemed för att se om de kan hjälpa till.
Vid flygplatsen i Wadesdah blir de tillbakaskickade och under hemfärden börjar det att brinna i flygplanet och de tvingas nödlanda. Men Tintin och Haddock tar sig genom öknen tillbaka till staden och gömmer sig hos Tintins vän Oliveira da Figueira. Nästa dag tar de sig till emiren Ben Kalish Ezab som har gömt sig i bergen. Han hjälper Tintin och Haddock att ta sig ut på Röda havet där de hamnar i knipa på deras gamla fiende Allan Thompsons lastfartyg Ramona. Det visar sig att Thompson jobbar för Tintins gamla ärkefiende Roberto Rastapopoulos som bedriver människohandel, specifikt deltar i slavhandeln på Röda havet.

## Persongalleri
Koks i lasten har ett brett persongalleri av figurer som medverkat i tidigare Tintin-album, bland dem Roberto Rastapopoulos, Allan Thompson, General Alcazar, Ben Kalish Ezab och Abdallah samt Oliveira da Figueira, Serafim Svensson och Bianca Castafiore. Även Doktor Müller förekommer i albumet under namnet "Mull Pascha".
Den estniske enögde piloten Piotr Szut, som senare även medverkar i albumet Plan 714 till Sydney, gör entré i Koks i lasten.

## Övrigt
Lastfartyget Ramona är tecknat efter det svenska fartyget M/S Reine Astrid som Hergé reste till Göteborg med 1956.